# Kretek (Bantul)
Kretek ist ein Distrikt (Kecamatan) im Regierungsbezirk (Kabupaten) Bantul der Sonderregion Yogyakarta im Süden der Insel Java. Der Kecamatan liegt im Süden des Kabupaten. Ende 2021 zählte er 30.667 Einwohner auf 26,58 km² Fläche.

## Geographie
Kretek grenzt an folgende Kecamatan (Reihenfolge im Uhrzeigersinn):
| Richtung0000 | Name Kec.                         | Kabupaten                         | Provinz                           |
| Westen       | Senden                            | Bantul                            | DIY*                              |
| Norden       | Bambanglipuro                     | Bantul                            | DIY*                              |
| Nordosten    | Pundong                           | Bantul                            | DIY*                              |
| Südosten     | Purwosari                         | Gunungkidul                       | DIY*                              |
| Süden        | Indischer Ozean (~8 km): 2 Dörfer | Indischer Ozean (~8 km): 2 Dörfer | Indischer Ozean (~8 km): 2 Dörfer |

* D.I.Yogyakarta

## Verwaltungsgliederung
Der Kecamatan (auch Kapanewon genannt) gliedert sich in fünf ländliche Dörfer (Desa, auch Kalurahan genannt):
| PUM-Code 1    | Desa         | Fläche (km²) | Bevölkerung zur Volkszählung 2 | Bevölkerung zur Volkszählung 2 | Bevölkerung zur Volkszählung 2 | Bevölkerung zur Volkszählung 2 | Bevölkerung zur Volkszählung 2 | Bevölkerung zur Volkszählung 2 | Padu- kuhan 4 | RT 5 |
| PUM-Code 1    | Desa         | Fläche (km²) | 002000                         | 002010                         | Männer                         | Frauen                         | 002020                         | Dichte 3                       | Padu- kuhan 4 | RT 5 |
| ------------- | ------------ | ------------ | ------------------------------ | ------------------------------ | ------------------------------ | ------------------------------ | ------------------------------ | ------------------------------ | ------------- | ---- |
| 34.02.03.2001 | Tirtomulyo   | 4,19         | 6.277                          | 6.449                          | 3.381                          | 3.484                          | 6.865                          | 1.638,4                        | 15            | 66   |
| 34.02.03.2002 | Parangtritis | 11,87        | 6.956                          | 8.041                          | 3.831                          | 4.075                          | 7.906                          | 666,0                          | 11            | 55   |
| 34.02.03.2003 | Donotirto    | 4,70         | 7.365                          | 7.968                          | 4.052                          | 4.278                          | 8.330                          | 1.772,3                        | 13            | 68   |
| 34.02.03.2004 | Tirtosari    | 2,39         | 3.691                          | 3.947                          | 2.120                          | 2.205                          | 4.325                          | 1.809,6                        | 7             | 42   |
| 34.02.03.2005 | Tirtohargo   | 3,62         | 2.582                          | 2.758                          | 1.435                          | 1.456                          | 2.891                          | 798,6                          | 6             | 27   |
| 34.02.03      | Kec. Kretek  | 26,77        | 26.871                         | 29.163                         | 14.819                         | 15.498                         | 30.317                         | 1.132,5                        | 52            | 258  |

## Demographie
Grobeinteilung der Bevölkerung nach Altersgruppen (zum Zensus 2020)
| Altersgruppen | 00Männer | 00Frauen | zusammen |
| ------------- | -------- | -------- | -------- |
| 0 – 14        | 2.934    | 2.751    | 5.685    |
| 15 – 64       | 10.128   | 10.326   | 20.454   |
| 65+           | 1.757    | 2.421    | 4.178    |
| gesamt        | 14.819   | 15.498   | 30.317   |
| anteilig (%)  |          |          |          |
| 0 – 14        | 19,80    | 17,75    | 18,75    |
| 15 – 64       | 68,34    | 66,63    | 67,47    |
| 65+           | 11,86    | 15,62    | 13,78    |

### Bevölkerungsentwicklung
In den Ergebnissen der sieben Volkszählungen seit 1961 ist folgende Entwicklung ersichtlich:
| Einheit/Jahr     | 1961         | 1971         | 1980         | 1990         | 2000         | 2010         | 2020         |
| ---------------- | ------------ | ------------ | ------------ | ------------ | ------------ | ------------ | ------------ |
| Kec. Kretek      | 25.193       | 28.175       | 27.250       | 25.878       | 26.871       | 29.163       | 30.317       |
| Anteil in %      | 5,05         | 4,95         | 4,30         | 3,71         | 3,44         | 3,20         | 3,08         |
| Kab. Bantul      | 499.163      | 568.627      | 634.442      | 696.905      | 781.013      | 911.503      | 985.770      |
| Sonderregion DIY | 00 2.231.062 | 00 2.487.177 | 00 2.750.025 | 00 2.912.611 | 00 3.120.478 | 00 3.457.491 | 00 3.66.8719 |